# José de Borba
José de Borba Vasconcelos, mais conhecido simplesmente por José de Borba (João Pessoa, 1879 — Fortaleza, 5 de novembro de 1963), foi um magistrado e político brasileiro, pai do também político Aécio de Borba Vasconcelos. 

## Biografia
Na Paraíba, José de Borba estudou no Colégio Professor Abel da Silva e depois no Liceu Paraibano. Partiu depois para Recife, onde estudou o curso jurídico da Faculdade de Direito do Recife, formando-se na Turma de 1907. Foi designado como Juiz na Comarca Municipal de Itapipoca/CE, exercendo a função entre 1909 e 1910. Entre 1910 e 1911, foi Delegado de Polícia do Ceará. Depois foi designado como Juiz para a Comarca Municipal de Cascavel/PR (1911). Retornou para o Ceará, onde se tornou Chefe de Polícia do Estado (1914 - 1916) e Procurador Fiscal dos Feitos da Fazenda (Ceará, 1914 - 1916), além de  Professor da Faculdade de Direito do Ceará (1914). Em 1915, foi nomeado Secretário de Estado de Justiça, (Ceará, 1915 - 1916) e Secretário de Estado de Segurança Pública (Ceará, 1930). Entre 1933 e 1935, voltou a ser Chefe de Polícia do Ceará. Por fim, foi Professor Catedrático da Faculdade de Direito do Ceará entre 1937 e 1945.
Na política, José de Borba foi eleito deputado estadual do Ceará por vários mandatos pelo Partido Republicano Conservador, entre 1913 e 1920 e entre 1926 e 1930. Pelo PSD, foi eleito deputado federal em 1933 (constituinte) e em 1935. Posteriormente, agora filiado ao partido UDN, foi eleito deputado federal constituinte pelo Ceará em 1946.